# Bryothele mira
Bryothele mira är en svampart som beskrevs av Döbbeler & Melnik 1998. Bryothele mira ingår i släktet Bryothele, klassen Dothideomycetes, divisionen sporsäcksvampar och riket svampar.   Inga underarter finns listade i Catalogue of Life.